# Suetónio
Caio Suetónio Tranquilo, (em latim: Gaius Suetonius Tranquillus, ou simplesmente SuetónioPE ou Suetônio;PB Roma, 69 d.C. — ca. 141 d.C.) foi um escritor latino.

## Vida
Filho de um tribuno da décima-terceira legião, dedicou-se às armas e às letras. Escreveu as Vidas dos Doze Césares, tendo sido contemporâneo na idade adulta apenas do último de seus biografados, Domiciano. Viveu a era dos cinco bons Imperadores (Nerva, Trajano, Adriano, Antonino Pio e Marco Aurélio).
Teve prestígio na Corte de Adriano, tendo sido secretário as epistolis. Caiu, porém, em desagrado por ter monopolizado o interesse da Imperatriz Sabina. Foi afastado no ano 122 e a partir daí passou a se dedicar a escrever história.
Suetónio foi um grande estudioso dos costumes de sua gente e de seu tempo e escreveu um grande volume de obras eruditas, nas quais descrevia os principais personagens da época. Foi, sobretudo, um indiscreto devassador das intimidades da Corte Romana, dando-nos uma visão íntima dos vícios dos Imperadores e das picuinhas que dividiam a nobreza.
Foi amigo de Plínio, o Jovem e contemporâneo de Juvenal.

## Principais obras
Vidas dos Doze Césares, a mais conhecida, que chegou até nossos dias:
- De Ludis Grecorum;
- De Spectaculis et Certaminibus Romanorum;
- De Anno Romano;
- De Nominibus Propiis et de Generibus Vestium;
- De Roma et ejus Institutis;
- Stemma Ilustrium Romanorum; e
- De Claris Rhetoribus.